# Геращенко Володимир Васильович
Володи́мир Васи́льович Гера́щенко (нар. 27 квітня 1968, Дніпропетровськ, УРСР) — колишній радянський, російський та український футболіст, захисник. Майстер спорту (1989).

## Кар'єра
Вихованець ДЮСШ «Дніпро-75» (Дніпропетровськ), перший тренер — Мусієнко Віталій Спиридонович.
За юнацьку збірну СРСР зіграв 13 ігор, за молодіжну — 11.
Розпочав кар'єру у дніпропетровському «Дніпрі» у 1984 році — спочатку дублером, потім постійним гравцем команди. У Чемпіонаті СРСР 1988 року, переможцем якого став «Дніпро», зіграв 7 ігор.
У 1991 році перейшов у волгоградький «Ротор», у складі якого двічі завойовував срібні (1993, 1997) та бронзові (1996) медалі. У 1999 році, через важку травму та зміну політики керівництва клубу, змушений був перейти — до ФК «Амкар» у Пермі. Грав за нього недовго: мріючи повернутися на батьківщину, того ж року прийняв запрошення і перейшов до «Дніпра», у його складі здобув бронзову медаль (2001).
Кар'єру гравця завершив у ФК «Зоря» Луганськ в 2004 році. Тоді ж почав працювати тренером ДЮСШ «Дніпро».

## Досягнення
Командні здобутки
 «Дніпро» (Дніпропетровськ)
- Чемпіон СРСР серед дублерів (1984, 1987)
- Бронзовий призер Чемпіонату СРСР (1985)
- Чемпіон СРСР (1988)
- Срібний призер Чемпіонату СРСР (1987, 1989)
- Володар Суперкубка СРСР (1988)
- Володар Кубка СРСР (1989)
- Володар Кубка Федерації футболу СРСР (1989)
- Фіналіст Кубка Федерації футболу СРСР (1990)

 «Ротор» (Волгоград)
- Чемпіон першої ліги Чемпіонату СРСР (1991)
- Срібний призер Чемпіонату Росії (1993, 1997)
- Бронзовий призер Чемпіонату Росії (1996)
- Фіналіст Кубка Росії (1995)

 «Дніпро» (Дніпропетровськ)
- Бронзовий призер Чемпіонату України (2001)

Особисті досягнення
- Майстер спорту СРСР (1989)
- У списках «33 найкращих футболістів чемпіонату Росії»: № 2 (1993, 1994)
- У списках «33 найкращих футболістів України»: № 3 (2000), № 2 (2001)